# Kaškadarja
Kaškadarja (uzbecky Қашқадарё) je řeka v Uzbekistánu (Kaškadarjinský vilaját). Je dlouhá 378 km. Povodí má rozlohu 8780 km². U pramenů se nazývá Šiňgasoj a na dolním toku Majmanakdarja.

## Průběh toku
Pramení mezi západními výběžky Zeravšanského a Hissarského hřbetu. Od vesnice Duab teče v široké dolině a přijímá zleva celou řadu přítoků (Aksu, Tanchazdarja, Guzardarja). Mnohé z nich jsou vodnější než Kaškadarja.

## Vodní režim
Zdroj vody je sněhovo-dešťový. Nejvyšší průtoky nastávají na jaře a naopak nejmenší v létě. Průměrný roční průtok vody pod horami ve vzdálenosti 266 km od ústí činí 24,9 m³/s.

## Využití
Voda z řeky se široce využívá na zavlažování. Pod Karšinskou oázou se koryto postupně vytrácí. Řeka je podporována prostřednictvím kanálu Eskianchor vodou z řeky Zeravšan. Byla na ní vybudována Čimkurganská přehrada a na jejím přítoku Guzardarje Pačkamarská přehrada.